# Dänisches Zwillingsregister
Das Dänische Zwillingsregister (dänisch Dansk Center for Tvillingforskning) ist eines der ältesten Zwillingsregister der Welt. Es erhebt Daten über Lebenslauf und Krankheiten von Zwillingspaaren und wurde 1954 ursprünglich für die Krebsforschung gegründet. Im Jahr 2005 enthielt es Lebens- und medizinische Daten von 75.000 Zwillingen aus einer Zeitspanne von 130 Jahren (1870 bis 2000).
Zwillingsregister sind die Grundlage der Zwillingsforschung. Ein ähnlich großes Projekt stellt das Schwedische Zwillingsregister dar.
Das Dansk Center for Tvillingforskning ist eines von über 100 Centren der Syddansk Universitet.

## Geschichte und Ziel
Gründer waren die Professoren Tage Kemp, Mogens Hauge und Benz Harwald vom Institut für medizinische Genetik der Universität Kopenhagen. Das Ziel war zunächst, den Einfluss von Erbfaktoren und Umweltfaktoren vor allem auf chronische Krankheiten zu studieren; daher kamen die ersten Datensätze aus den Geburtsjahren 1870 bis 1910. Als Tage Kemp starb, wechselte das Register mit Mogens Hauge und Bent Harvald an die Universität Odense, wohin beide berufen worden waren. Nach und nach wurde das Register auf die Geburtsjahrgänge bis 1930 ausgedehnt. Seit 1990 werden auch Daten von Zwillingen mit den Geburtsjahren von 1953 bis 1982 aufgenommen. Zahlreiche Demografen und Mediziner nutzen die Daten des Archivs, um die Erblichkeit etwa von Diabetes, psychischen Krankheiten, der Lebensdauer oder auch der Fertilität zu untersuchen.
Seit 1995 ist das Dänische Zwillingsregister eine öffentliche Einrichtung, die sich jedoch teilweise selbst finanziert. Seit 2019 wird es von Niels Thorborg geleitet.